# Ерідан (геологія)

Річкова мережа Ерідан, спроектована на карті сучасного європейського континенту (текст голландською мовою)

Назва Ерідан, що походить від давньогрецького Ерідан, була дана геологами річці, яка текла суходолом, на місці сьогоденної акваторії Балтійського моря.

Її річкова мережа також відома як «Балтійська річкова мережа».

Найдовше річище Ерідан мав під час Бавентійської стадії близько 2 млн років тому наприкінці раннього плейстоцену — 2 700 км завдовжки, трохи коротше за сучасний Дунай.
Історія Ерідана простежується до еоцену (40 млн років тому).
Близько 12 млн років тому в міоцені, Ерідан в акваторії Північного моря створив величезну дельту.
Ерідан зник на початку середнього плейстоцену, приблизно 1 мільйон років тому, коли льодовики зайняли річище Ерідана.
Неогенове підняття Південношведського нагір'я відхилило річище Ерідану від її первісного шляху через південно-центральну Швецію на південь від Швеції у пліоцені.

## Еоцен
Ерідан дренував терени сучасної Скандинавії та Росії аж до Уралу.
На цьому субконтиненті ріс протягом приблизно 20 мільйонів років так званий «бурштиновий ліс», який постачав смолу для балтійського бурштину.
Ерідан було утворено двома твірними річками: найбільша річка текла з північного заходу Росії — Онезьке та Ладозьке озера, а також Фінська затока є залишками її річища.
Друга твірна починалась у Лапландії і текла через теперішню Ботнічну затоку.
За часів Приабонського віку (верхній еоцен) ця річка впадала в обширну дельту завширшки не менше 115 км (дельта Хлапово-Самланд) приблизно в районі, де сьогодні знаходиться Гданська затока Балтійського моря.
З осаду відкладеного Еріданом у його дельті, була створена так звана блакитна глина, в якій знаходиться переважна більшість балтійських родовищ бурштину.

Проте є ймовірність, що поклади бурштину в цій області можна пояснити насамперед морською транснгресією, і лише незначною мірою річковим транспортом.

## Плейстоцен
У плейстоцені дельта Ерідану змістилася далі на захід.
Через глобальну аридизацію при переході до плейстоцену рівень моря знизився у всьому світі.
В цей час Ерідан мав 2700 км і досяг найбільшої довжини, що можна порівняти з сьогоденною довжиною Дунаю.
Пізня дельта Ерідану в акваторії сьогоденного Північного моря мала розміри, які можна порівняти з розмірами дельт сучасної Амазонки чи Міссісіпі.
Одер і Рейн були багатоводними притоками з півдня.
Кварцові піски Шлезвіг-Гольштейну або на Зильті (скеля Морсум) можна визначити як дельтові відкладення. Дослідження відкладень у Північному морі що Ерідан припинив своє існування під час одного з перших зледенінь 700 000 років тому.